# Kazimierz Łatak (historyk)
Kazimierz Łatak (ur. 17 stycznia 1955 w Lubsku) – polski historyk, teolog i archiwista, profesor nauk humanistycznych związany z Uniwersytetem Kardynała Stefana Wyszyńskiego w Warszawie. Kanonik regularny laterański.

## Życiorys
Jest absolwentem Watykańskiej Szkoły Archiwistyki i Paleografii. Po ukończeniu studiów pracował jako archiwista Archiwum Generalnego Zgromadzenia Kanoników Laterańskich w Rzymie, później dyrektor Archiwum Zgromadzenia Księży Kanoników Laterańskich w Krakowie. Stopień naukowy doktora nauk teologicznych uzyskał w 1989, a w 1997 obronił kolejny stopień – doktor nauk humanistycznych w zakresie historii na ATK (specjalność – historia Kościoła), gdzie później pracował jako adiunkt Katedry Archiwistyki. Habilitował się w 2003 na UKSW, po czym rozpoczął tam pracę na stanowisku profesora nadzwyczajnego i kierownika Katedry Nauk Pomocniczych Historii na Wydziale Nauk Historycznych i Społecznych. Od 2006 dyrektora Instytutu Historycznego. W 2008 jako członek Państwowej Komisji Akredytacyjnej był przewodniczącym Zespołu Kierunków Humanistycznych. 22 lutego 2012 otrzymał tytuł profesora, a jesienią tego roku objął stanowisko dziekana WNHiS UKSW.
Piastuje również stanowisko dyrektora Instytutu Studiów nad Dziejami i Kulturą Zakonu Kanoników Regularnych Laterańskich i konsultanta Ministerstwa Nauki i Szkolnictwa Wyższego.
Specjalizuje się w archiwistyce, naukach pomocniczych historii, paleografii i historii Kościoła, a w kręgu jego zainteresowań naukowo-badawczych leżą ponadto: historia średniowieczna Polski, genealogia, sfragistyka, hagiografia polska, monasteriologia chrześcijańska zachodnia (szczególnie: kanonikat regularny). Członek wielu stowarzyszeń naukowych m.in. w Wiedniu, Paryżu i Rzymie, a także Polskiego Towarzystwa Historycznego oraz Stowarzyszenia Archiwistów Polskich i kilku innych w Polsce.
Został członkiem Warszawskiego Społecznego Komitetu Poparcia Jarosława Kaczyńskiego w przedterminowych wyborach prezydenckich w 2010.
W 2007 za wzorowe i wyjątkowo sumienne wykonywanie obowiązków wynikających z pracy zawodowej został odznaczony Złotym Krzyżem Zasługi.

## Wybrane publikacje
- Przyczynek do dziejów łaskami słynącego obrazu Matki Boskiej Mstowskiej. Mstów 1996
- Die Regularkanoniker in Polen. Krakau-Kazimierz. Die bestehemden Stifte der Augustiner-Chorherren in Osterreich, Sudtirol und Polen, Klosterneuburg-Wiedeń 1997.
- Archivio Storico di San Pietro in Vincoli. Schedario, Rzym 1998
- Kamień. Studium z dziejów wsi i parafii, Ełk 1999
- Kanonicy regularni laterańscy na Kazimierzu w Krakowie do końca XVI wieku, Ełk 1999
- Obraz Matki Boskiej Mstowskiej i jego kult, Kraków 1999
- Sanktuarium Matki Bożej Mstowskiej, Ełk 2000
- La formazione iniziale alla vita religiosa presso i canonici regolari lateranensi di Cracovia prima, Rzym 2000
- Kongregacja krakowska kanoników regularnych laterańskich na przestrzeni dziejów, Kraków 2002
- Kościół starożytny, Ełk 2004
- Parafia św. Katarzyny Aleksandryjskiej w Rudniku dawniej i dziś, Kraków 2005
- La vocazione e missione dei canonici regolari della prevostura del Corpus Christi di Cracovia nel periodo pretridentino alla luce delle consuetudines e dei trattati di Pietro Clareta di Rudnice, Kraków 2005
- Poczet rządców opactwa Bożego Ciała kanoników regularnych laterańskich w Krakowie, Kraków 2005
- Łaskami słynący obraz Matki Boskiej Opieki w Kamieniu, Kamień 2006
- Polska heraldyka kościelna. Tradycja i współczesność, Kraków-Kamień 2007
- Przemijanie i trwanie. Kanonicy Regularni Laterańscy w dawnej i współczesnej Polsce, Kraków 2009
- Ze studiów nad kulturą umysłową kanoników regularnych krakowskiej prepozytury Bożego Ciała w XV i XVI wieku, Kraków 2009.
- Przywilej lokacyjny wsi Kamień. Privilegium villae Kamień, Kraków 2009
- Święty Stanisław Kazimierczyk CRL (1433–1489). Postać-Środowisko-Kultura-Dziedzictwo, Kraków 2010
- Dzieje parafii i kościoła Opieki Matki Bożej w Kamieniu, Kraków 2010
- Ksiądz Stefan Ranatowicz CRL (1617–1694). Barokowy kronikarz i pisarz klasztorny, Kraków 2010
- Klasztor Bożego Ciała Kanoników Regularnych Laterańskich w Krakowie w okresie przedtrydenckim, Łomianki 2012
- Miscellanea Historica - Studia, szkice i eseje z najnowszych badań nad dziejami i kulturą kanonikatu regularnego w Polsce, Łomianki 2024